# Serimpi

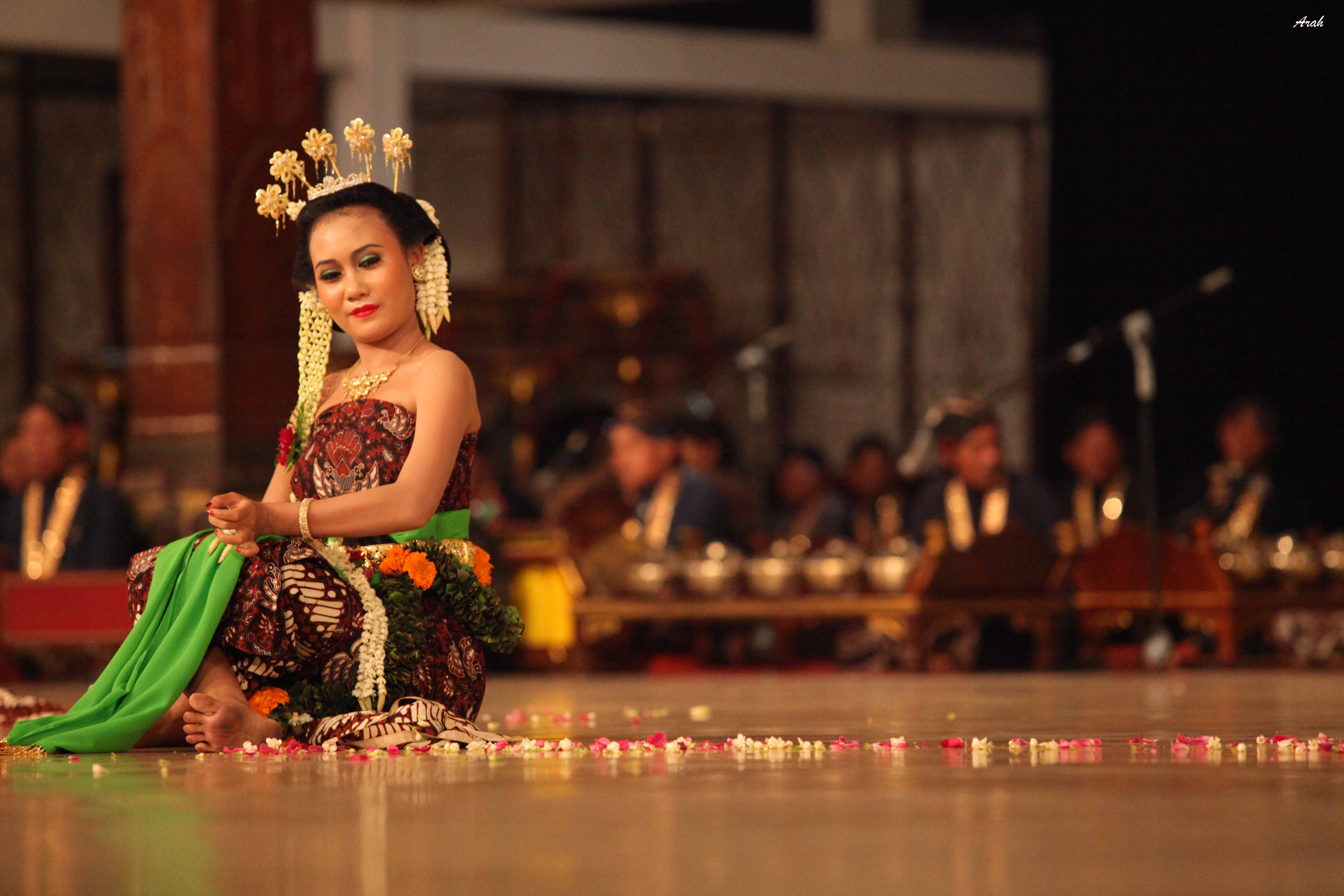
Le "Srimpi Dhempel", une forme de serimpi de la cour du Pakualaman

Le serimpi est, comme le bedhaya, une danse de cour javanaise. Elle est composée de mouvements très lents. Elle est généralement pratiquée par groupe de deux ou quatre danseuses.

## Galerie

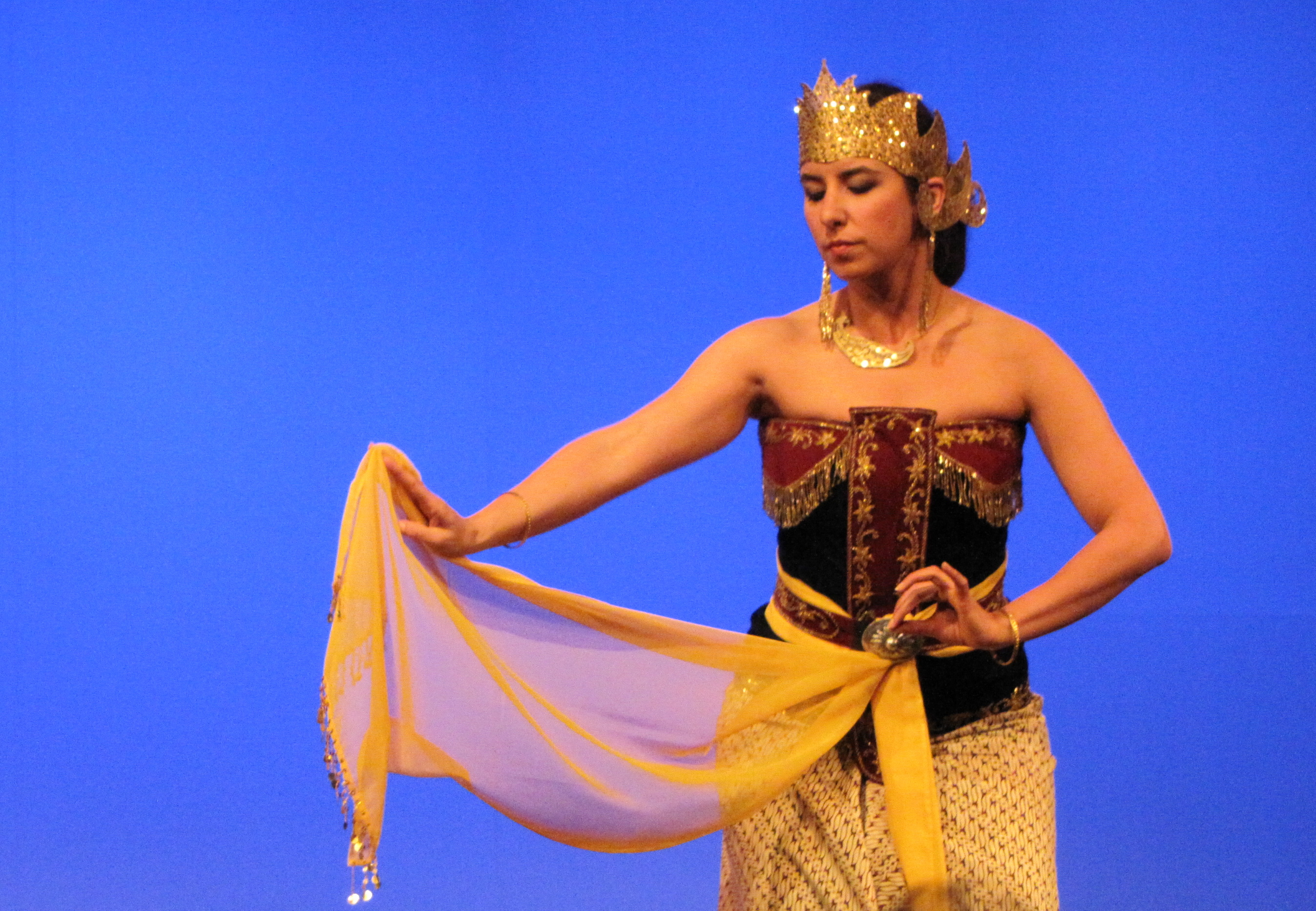
Danseuse de serimpi avec un jamang sur le front.